# محمد فناطل الحجايا
محمد فناطل الحجايا (مواليد 3 أغسطس 1955) هو شاعر عربي أردني. يكتب الشعر السياسي المتعلق بالعلاقات الدولية ونشر خمسة دواوين شعرية. كان الحجايا مرتبطا بشكل قوي بالعائلة الملكية، وكثيرا ما يُقرأ شعره في المناسبات الوطنية والاحتفالية. على الرغم من أنه عاش حياة بدوية في شبابه، فإنه يعيش الآن في قرية السد السلطاني. 

## حياته
ولد الحجايا في محافظة الكرك في الأردن. وتلقى التعليم الاساسي حتى سن العاشرة، وعمل راعيا حتى سن الخامسة عشرة وخدم في الجيش الأردني. 
خلال حياته الشعرية، كان الحجايا «مرتبطا بشكل قوي بالهاشميين، حيث استغل موهبته الشعرية بشكل جيد في المناسبات الاحتفالية والمناسبات الوطنية الأخرى». في أوائل التسعينات قضى الحجايا «ستة أشهر في البحرين بصفته عضوا في الحرس الشخصي لحاكم البحرين»، لكنه«ترك هذا المنصب لأسباب شخصية». 

## أشعاره
نشر الحجايا أربعة دواوين من الشعر، نفحات وادي الغدر (الأول والثاني)، العزف الأوتار الجروح (2000)، لعيونك يا أردن العرب (2002). وغالبية شعره «كان مديحا للهاشميين أو قادة قبيلته الخاصة». 
إن لغة الحجايا الشعرية هي أكثر سهولة من لغة العديد من الشعراء البدو المعاصرين بسبب "موضوعها الجديد والثقافة التي يتمتع بها الشاعر" التي تسير معه، على الرغم من أن الكثير جدا من العبارات والاستعارات والعناصر التركيبية أصولها من الطريقة القديمة ". ويكتب الحجايا في الموضوعات الشعرية التقليدية في الشعر العربي، مثل الغزل، والرثاء، والمديح، فضلا عن مواضيع ذات أهمية دولية مثل الحرب الإيرانية - العراقية، والصراع الفلسطيني، والغزو والاحتلال الأمريكي للعراق، والحرب الأهلية السورية. 

### ترجمة باللغة الإنجليزية
في السياسة والشعر في جمعية البدو المعاصرة، ترجم كل من كليف هولز وسعيد سلمان أبو أثيرة عشر قصائد للحجايا إلى اللغة الإنجليزية. («يا كوندوليزا رايس!»)، الذي نشر في عام 2004، يكتب الحجايا عن جورج دبليو بوش بشكل هجائي حيث يحتفل بوش بالغزو الأمريكي للعراق. كتب أيضا من وجهة عن جورج دبليو بوش، قصيدة الحجايا فدعة وفدعوس
يسرد "الكوارث المختلفة والعلاقات العامة المشوهه التي جاءت لتطارد إدارة بوش في أواخر عام 2004. "كتب الحجايا" (" إعلان الحرب ") في عام 2006، كما كتب عن سجن صدام حسين. كتب الحجايا أيضا:" إدوارد لجيد " دعا الغارديان "تحية آية مثيرة" لجورج غالاوي، عضو حزب الاحترام و "داعية لمختلف القضايا العربية التي انتقدت بشدة الأعمال الأمريكية والبريطانية في العراق". في قصيدته "ابن البدو" الحجايا " يشكو من كيفية قيام الحكومة الأردنية بالتمييز ضد الشباب البدو ". 
ترجمت قصائد حجايا الأخيرة عن معاذ الكساسبة وحالة العالم العربي وترجمت من قبل ويليام تمبلين. 